# Авиационная улица (Зеленогорск)
Авиацио́нная у́лица — улица в городе Зеленогорске Курортного района Санкт-Петербурга. Проходит от Приморского шоссе до Среднего проспекта.
Первоначальное название, известное в Териоках с начала XX века, — Семёновская улица. Оно, вероятно, связано с фамилией домовладельца.
В 1920-х годах улица стала Simeoninkatu, что является финским аналогом русского наименования.
После войны[когда?]

 улицу переименовали в Авиационную — в честь авиационных частей Красной армии.

## Перекрёстки
- Приморское шоссе
- Круглая улица
- Средний проспект